# Danh sách ga đường sắt ở Nhật Bản: C

Danh sách ga đường sắt ở Nhật Bản
| A | B | C | D | E | F | G | H | I | J | KL | M | N | OP | R | S | T | U | W | Y | Z |

## Danh sách nhà ga
| Ga Cable Enryakuji                      | ケーブル延暦寺駅（けーぶるえんりゃくじ）                                     |
| Ga Cable-hachimangū-guchi               | ケーブル八幡宮口駅（けーぶるはちまんぐうぐち）                               |
| Ga Cable-hachimangū-sanjō               | ケーブル八幡宮山上駅（けーぶるはちまんぐうさんじょう）                       |
| Ga Cable Hiei                           | ケーブル比叡駅（けーぶるひえい）                                             |
| Ga Cable Sakamoto                       | ケーブル坂本駅（けーぶるさかもと）                                           |
| Ga Cable Sanjō                          | ケーブル山上駅（けーぶるさんじょう）                                         |
| Ga Cable Yase                           | ケーブル八瀬駅（けーぶるやせ）                                               |
| Ga Center Kita                          | センター北駅（せんたーきた）                                                 |
| Ga Center Minami                        | センター南駅（せんたーみなみ）                                               |
| Ga Central Japan International Airport  | 中部国際空港駅（ちゅうぶこくさいくうこう）                                   |
| Ga Chajo                                | 茶所駅（ちゃじょ）                                                           |
| Ga Chanai                               | 茶内駅（ちゃない）                                                           |
| Ga Chashinai                            | 茶志内駅（ちゃしない）                                                       |
| Ga Chausuyama                           | 茶臼山駅（ちゃうすやま）                                                     |
| Ga Chayagasaka                          | 茶屋ヶ坂駅（ちゃやがさか）                                                   |
| Ga Chayama (Fukuoka)                    | 茶山駅 (福岡県)（ちゃやま）                                                  |
| Ga Chayama (Kyoto)                      | 茶山駅 (京都府)（ちゃやま）                                                  |
| Ga Chayamachi                           | 茶屋町駅（ちゃやまち）                                                       |
| Ga Chiba New Town Chūō                  | 千葉ニュータウン中央駅（ちばニュータウンちゅうおう）                         |
| Ga Chiba                                | 千葉駅（ちば）                                                               |
| Ga Chiba-Chūō                           | 千葉中央駅（ちばちゅうおう）                                                 |
| Ga Chibadera                            | 千葉寺駅（ちばでら）                                                         |
| Ga Chibakōen                            | 千葉公園駅（ちばこうえん）                                                   |
| Ga Chibaminato                          | 千葉みなと駅（ちばみなと）                                                   |
| Ga Chibata                              | 知波田駅（ちばた）                                                           |
| Ga Chibiki                              | 千曳駅（ちびき）                                                             |
| Ga Chibune                              | 千船駅（ちぶね）                                                             |
| Ga Chichibu                             | 秩父駅（ちちぶ）                                                             |
| Ga Chidori                              | 千鳥駅（ちどり）                                                             |
| Ga Chidoribashi                         | 千鳥橋駅（ちどりばし）                                                       |
| Ga Chidorichō                           | 千鳥町駅 (東京都)（ちどりちょう）                                            |
| Ga Chiebun                              | 智恵文駅（ちえぶん）                                                         |
| Ga Chigane                              | 千金駅（ちがね）                                                             |
| Ga Chigaki                              | 千垣駅（ちがき）                                                             |
| Ga Chigasaki                            | 茅ヶ崎駅（ちがさき）                                                         |
| Ga Chigozuka                            | 稚子塚駅（ちごづか）                                                         |
| Ga Chiharadai                           | ちはら台駅（ちはらだい）                                                     |
| Ga Chihaya                              | 千早駅（ちはや）                                                             |
| Ga Chihayaguchi                         | 千早口駅（ちはやぐち）                                                       |
| Ga Chihoku                              | 智北駅（ちほく）                                                             |
| Ga Chiji                                | 千路駅（ちじ）                                                               |
| Ga Chikabumi                            | 近文駅（ちかぶみ）                                                           |
| Ga Chikagawa                            | 近川駅（ちかがわ）                                                           |
| Ga Chikanaga                            | 近永駅（ちかなが）                                                           |
| Ga Chikata                              | 近田駅（ちかた）                                                             |
| Ga Chikatetsu-Akatsuka                  | 地下鉄赤塚駅（ちかてつあかつか）                                             |
| Ga Chikatetsu-Narimasu                  | 地下鉄成増駅（ちかてつなります）                                             |
| Ga Chikatsu                             | 近津駅（ちかつ）                                                             |
| Ga Chikkōchō                            | 築港町駅（ちっこうちょう）                                                   |
| Ga Chiku Center                         | 地区センター駅（ちくセンター）                                               |
| Ga Chikugo-Funagoya                     | 筑後船小屋駅（ちくごふなごや）                                               |
| Ga Chikugo-Kusano                       | 筑後草野駅（ちくごくさの）                                                   |
| Ga Chikugo-Ōishi                        | 筑後大石駅（ちくごおおいし）                                                 |
| Ga Chikugo-Yoshii                       | 筑後吉井駅（ちくごよしい）                                                   |
| Ga Chikuhō-Katsuki                      | 筑豊香月駅（ちくほうかつき）                                                 |
| Ga Chikuhō-Nakama                       | 筑豊中間駅（ちくほうなかま）                                                 |
| Ga Chikuhō-Nōgata                       | 筑豊直方駅（ちくほうのおがた）                                               |
| Ga Chikuma                              | 千曲駅（ちくま）                                                             |
| Ga Chikuni                              | 千国駅（ちくに）                                                             |
| Ga Chikura                              | 千倉駅（ちくら）                                                             |
| Ga Chikusa                              | 千種駅（ちくさ）                                                             |
| Ga Chikushi                             | 筑紫駅（ちくし）                                                             |
| Ga Chikuzen-Iwaya                       | 筑前岩屋駅（ちくぜんいわや）                                                 |
| Ga Chikuzen-Daibu                       | 筑前大分駅（ちくぜんだいぶ）                                                 |
| Ga Chikuzen-Fukae                       | 筑前深江駅（ちくぜんふかえ）                                                 |
| Ga Chikuzen-Habu                        | 筑前垣生駅（ちくぜんはぶ）                                                   |
| Ga Chikuzen-Maebaru                     | 筑前前原駅（ちくぜんまえばる）                                               |
| Ga Chikuzen-Shōnai                      | 筑前庄内駅（ちくぜんしょうない）                                             |
| Ga Chikuzen-Uchino                      | 筑前内野駅（ちくぜんうちの）                                                 |
| Ga Chikuzen-Ueki                        | 筑前植木駅（ちくぜんうえき）                                                 |
| Ga Chikuzen-Yamae                       | 筑前山家駅（ちくぜんやまえ）                                                 |
| Ga Chikuzen-Yamate                      | 筑前山手駅（ちくぜんやまて）                                                 |
| Ga Chino                                | 茅野駅（ちの）                                                               |
| Ga Chippubetsu                          | 秩父別駅（ちっぷべつ）                                                       |
| Ga Chiraiotsu                           | 知来乙駅（ちらいおつ）                                                       |
| Ga Chiryū                               | 知立駅（ちりゅう）                                                           |
| Ga Chisato (Mie)                        | 千里駅 (三重県)（ちさと）                                                    |
| Ga Chisato (Toyama)                     | 千里駅 (富山県)（ちさと）                                                    |
| Ga Chishirodai                          | 千城台駅（ちしろだい）                                                       |
| Ga Chishirodai-Kita                     | 千城台北駅（ちしろだいきた）                                                 |
| Ga Chita-Handa                          | 知多半田駅（ちたはんだ）                                                     |
| Ga Chita-Okuda                          | 知多奥田駅（ちたおくだ）                                                     |
| Ga Chita-Taketoyo                       | 知多武豊駅（ちたたけとよ）                                                   |
| Ga Chitetsubirumae                      | 地鉄ビル前駅（ちてつびるまえ）                                               |
| Ga Chitose (Aomori)                     | 千年駅（ちとせ）                                                             |
| Ga Chitose (Chiba)                      | 千歳駅 (千葉県)（ちとせ）                                                    |
| Ga Chitose (Hokkaido)                   | 千歳駅 (北海道)（ちとせ）                                                    |
| Ga Chitose-Funabashi                    | 千歳船橋駅（ちとせふなばし）                                                 |
| Ga Chitose-Karasuyama                   | 千歳烏山駅（ちとせからすやま）                                               |
| Ga Chitō                                | 智東駅（ちとう）                                                             |
| Ga Chiwa                                | 知和駅（ちわ）                                                               |
| Ga Chiwata                              | 千綿駅（ちわた）                                                             |
| Ga Chiyo                                | 千代駅（ちよ）                                                               |
| Ga Chiyoda                              | 千代田駅（ちよだ）                                                           |
| Ga Chiyogaoka                           | 千代ヶ岡駅（ちよがおか）                                                     |
| Ga Chiyokawa                            | 千代川駅（ちよかわ）                                                         |
| Ga Chiyo-Kenchōguchi                    | 千代県庁口駅（ちよけんちょうぐち）                                           |
| Ga Chiyozaki                            | 千代崎駅（ちよざき）                                                         |
| Ga Chizu                                | 智頭駅（ちず）                                                               |
| Ga Chōfu (Tokyo)                        | 調布駅（ちょうふ）                                                           |
| Ga Chōfu (Yamaguchi)                    | 長府駅（ちょうふ）                                                           |
| Ga Chōgo                                | 長後駅（ちょうご）                                                           |
| Ga Chōjabaru                            | 長者原駅（ちょうじゃばる）                                                   |
| Ga Chōjagahama Shiosai Hamanasu Kōenmae | 長者ヶ浜潮騒はまなす公園前駅（ちょうじゃがはましおさいはまなすこうえんまえ） |
| Ga Chōjamachi                           | 長者町駅（ちょうじゃまち）                                                   |
| Ga Chōkokunomori                        | 彫刻の森駅（ちょうこくのもり）                                               |
| Ga Chokubetsu                           | 直別駅（ちょくべつ）                                                         |
| Ga Chokushi                             | 勅旨駅（ちょくし）                                                           |
| Ga Chōmonkyō                            | 長門峡駅（ちょうもんきょう）                                                 |
| Ga Chōrakuji                            | 長楽寺駅（ちょうらくじ）                                                     |
| Ga Chōsa                                | 帖佐駅（ちょうさ）                                                           |
| Ga Chōshi                               | 銚子駅（ちょうし）                                                           |
| Ga Chōshiguchi                          | 銚子口駅（ちょうしぐち）                                                     |
| Ga Chōyō                                | 長陽駅（ちょうよう）                                                         |
| Ga Chūbu-Tenryū                         | 中部天竜駅（ちゅうぶてんりゅう）                                             |
| Ga Chūden                               | 中田駅 (徳島県)（ちゅうでん）                                                |
| Ga Chūgakkō                             | 中学校駅（ちゅうがっこう）                                                   |
| Ga Chūgoku-Katsuyama                    | 中国勝山駅（ちゅうごくかつやま）                                             |
| Ga Chūgun                               | 中郡駅 (山形県)（ちゅうぐん）                                                |
| Ga Chūkyōkeibajōmae                     | 中京競馬場前駅（ちゅうきょうけいばじょうまえ）                               |
| Ga Chūōdaigaku Meiseidaigaku            | 中央大学・明星大学駅                                                         |
| Ga Chūō-Hirosaki                        | 中央弘前駅（ちゅうおうひろさき）                                             |
| Ga Chūōichibamae                        | 中央市場前駅（ちゅうおういちばまえ）                                         |
| Ga Chūō-Maebashi                        | 中央前橋駅（ちゅうおうまえばし）                                             |
| Ga Chūō-Rinkan                          | 中央林間駅（ちゅうおうりんかん）                                             |
| Ga Chūshojima                           | 中書島駅（ちゅうしょじま）                                                   |
| Ga Cosmosquare                          | コスモスクエア駅（コスモスクエア）                                           |